# Coronada y el toro
Coronada y el toro és una obra de teatre escrita per Francisco Nieva el 1974 com a part del cicle «teatro furioso» del mateix autor, en la que satiritza l'"espanya negra" i defensa el dret del poble a una revolució. No va ser estrenada fins al 29 d'abril de 1982 al Teatre María Guerrero de Madrid amb gran èxit. L'obra té l'origen en el conte del propi Nieva Apuntes de feria.

## Argument
Coronada, germana de l'alcalde de Farolillo de San Blas, Zebedeo, es rebela contra la dictadura del seu germà que oprimeix el poble. L'alcalde ordena la seva detenció i organitza una festa amb braus per tal d'entretenir el poble, però el toro es rebela se junta amb Coronada. Tots dos són condemnats a mort i executats junt amb altres rebels, però un misteriós home-monja els ressuscita i els fa pujar als cels.

## Repartiment
- Esperanza Roy - Coronada
- José Bódalo - Zebedeo

## Premis
Fotogramas de Plata 1982
| Categoria                  | Persona       | Resultat |
| -------------------------- | ------------- | -------- |
| Millor intèrpret de teatre | Esperanza Roy | Nominada |